# Port lotniczy Samjiyŏn
Port lotniczy Samjiyŏn (kor. 삼지연공항) – port lotniczy w miejscowości Samjiyŏn, w Korei Północnej. Jest administrowany przez Koreańską Armię Ludową. Używany zarówno do celów wojskowych, jak i cywilnych (latają tam samoloty państwowych linii Air Koryo z lotniska Pjongjang-Sunan. Posiada pojedynczy asfaltowy pas startowy 07/25 o wymiarach 3277 na 60 m. Lotnisko spełnia ważną rolę w ruchu turystycznym do góry Paektu.

## Linie lotnicze i połączenia
| Linia lotnicza | Kierunek           |
| -------------- | ------------------ |
| Air Koryo      | 1. Pjongjang-Sunan |